# بروکس
بروکس (به انگلیسی: Brooks, Alberta) شهری در ایالت آلبرتا واقع در کشور کانادا است که مساحت آن ۱۷٫۷ کیلومتر مربع است و جمعیت آن در سرشماری سال ۲۰۰۶ میلادی، ۱۲٬۴۹۸ نفر بوده‌است. تراکم جمعیتی بروکس، ۷۰۶ نفر در هر کیلومتر مربع است.